# Kurt-Bürger-Stadion
Das Kurt-Bürger-Stadion ist ein Fußballstadion mit Leichtathletikanlage in Wismar, Mecklenburg-Vorpommern. Die Anlage ist nach dem Politiker Kurt Bürger benannt, der 1951 verstorbene Ministerpräsident Mecklenburgs.

## Geschichte
1949 begann der VEB Projektierung Schwerin auf Anforderung des Direktorats der Wismarer Mathias-Thesen-Werft mit den Planungen der Sportanlage. Vor allem durch die freiwillige Arbeit von Beschäftigten des Betriebs und Mitgliedern unterschiedlicher Vereine der Hansestadt konnte schon am 30. April 1950 der erste Abschnitt des neuen Stadions anlässlich eines Freundschaftsspiels zwischen der ZSG Anker Wismar und dem Eimsbütteler TV freigegeben werden.
Bis zur endgültigen Fertigstellung sollten allerdings noch zweieinhalb Jahre vergehen. Am 21. September 1952 wurde das Stadion dann vor 16.000 Besuchern offiziell eingeweiht. Neben einem Fußballspiel zwischen der BSG Motor Wismar und der BSG Chemie Leipzig fanden auch noch Wettkämpfe der Leichtathleten, Boxkämpfe und Turnvorführungen statt. Umrandet wurden die Feierlichkeiten mit einem Feuerwerk.
Die Ostsee-Zeitung schrieb später, dass die Regierung der Deutschen Demokratischen Republik für den Bau insgesamt 2,3 Millionen DM Investmittel zur Verfügung gestellt habe. Zudem war noch eine Erhöhung der Kapazität durch zusätzliche Stehterrassen auf 20.000 Zuschauerplätze geplant.
Hauptnutzer der neuen Sportstätte waren zunächst vor allem die Fußballer von Motor Wismar, die hier ihre Liga-Spiele austrugen. Zunächst war auch geplant, schon im provisorischen Stadion während der Bauphase zu spielen. Da der Jahnplatz (Lage), die eigentliche Heimstätte, witterungsbedingt zeitweilig gesperrt war, mühten sich die Wismaraner, das neue Areal spieltauglich herzurichten. Auf politischer Ebene wurde allerdings entschieden, dass die BSG ihre Oberliga-Heimspiele stattdessen im Rostocker Volksstadion ausrichten musste.
1960 wurden wichtige Szenen des DEFA-Films Der neue Fimmel unter der Regie von Walter Beck im Stadion gedreht. Laut einem Bericht der Ostsee-Zeitung vom 31. Mai 1960 wirkten 20.000 Wismarer bei den Szenen als Statisten mit.
Nachdem sich die Fußballer mit der Zeit wieder aus dem Stadion zum Jahnplatz zurückzogen, kehrten sie erst 1997 mit der Neugründung des FC Anker Wismar zurück. Der Verein, der in Hochzeiten über 1000 Zuschauer anlocken konnte (zu einem Freundschaftsspiel gegen Hansa Rostock waren es am 21. Februar 1998 sogar 8000), trägt seitdem hier seine Heimspiele in der Oberliga und Verbandsliga aus.
Obwohl die Sportstätte in den 1950er Jahren als vorbildliche Kampfbahn galt, auf der u. a. die spätere Weltrekordlerin Marita Koch ihre ersten Wettkämpfe absolvierte, ist die Aschenbahn für heutige Sportveranstaltungen wenig geeignet. So beschränkt sich die heutige Nutzung neben den Fußballern auf Jugendsportspiele, Bummi-Olympiaden und Schulsportfeste.
2018 wurde das seit 2008 unter Denkmalschutz stehende Stadion renoviert.

## Galerie

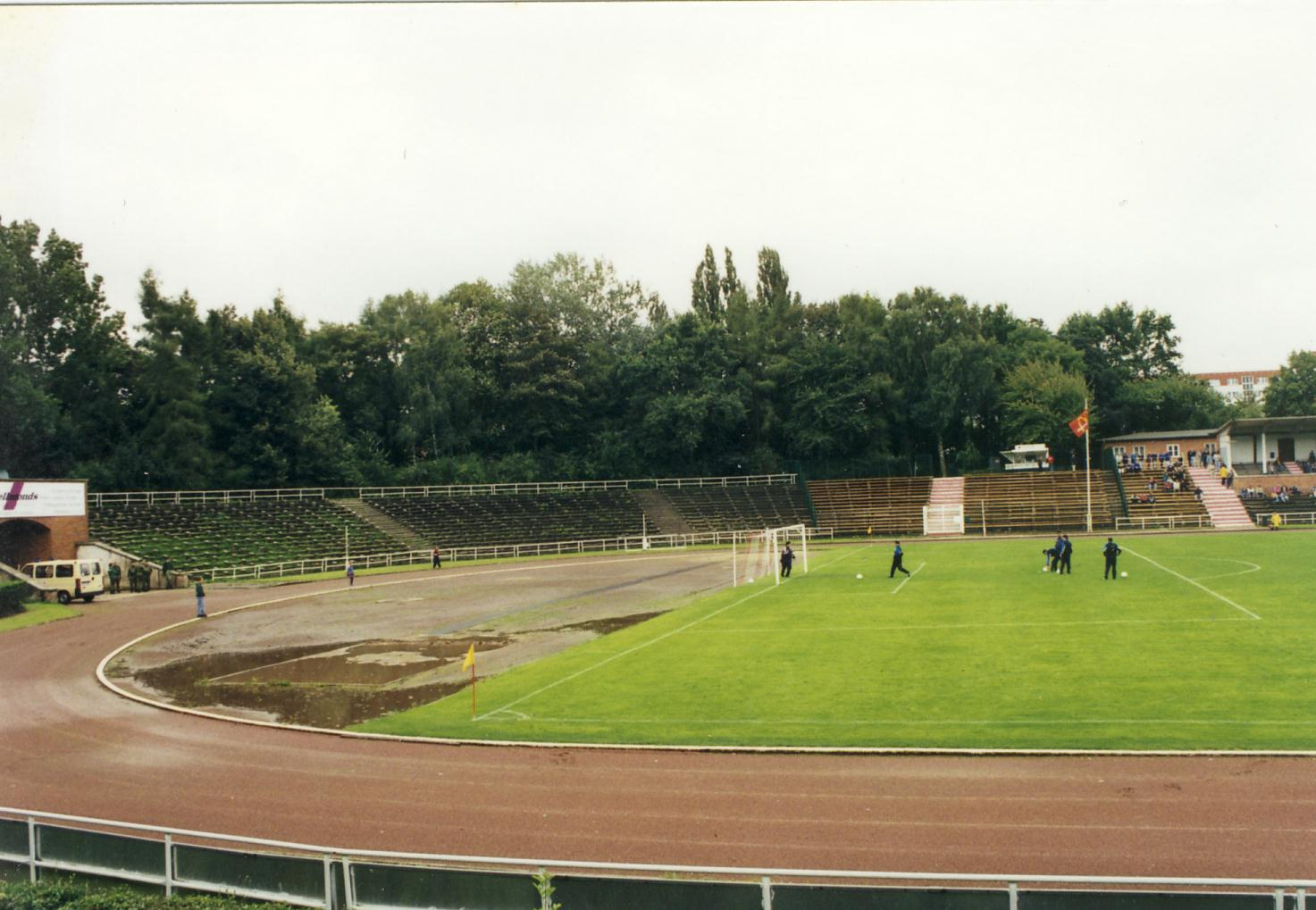
Das Stadion im Jahr 2000
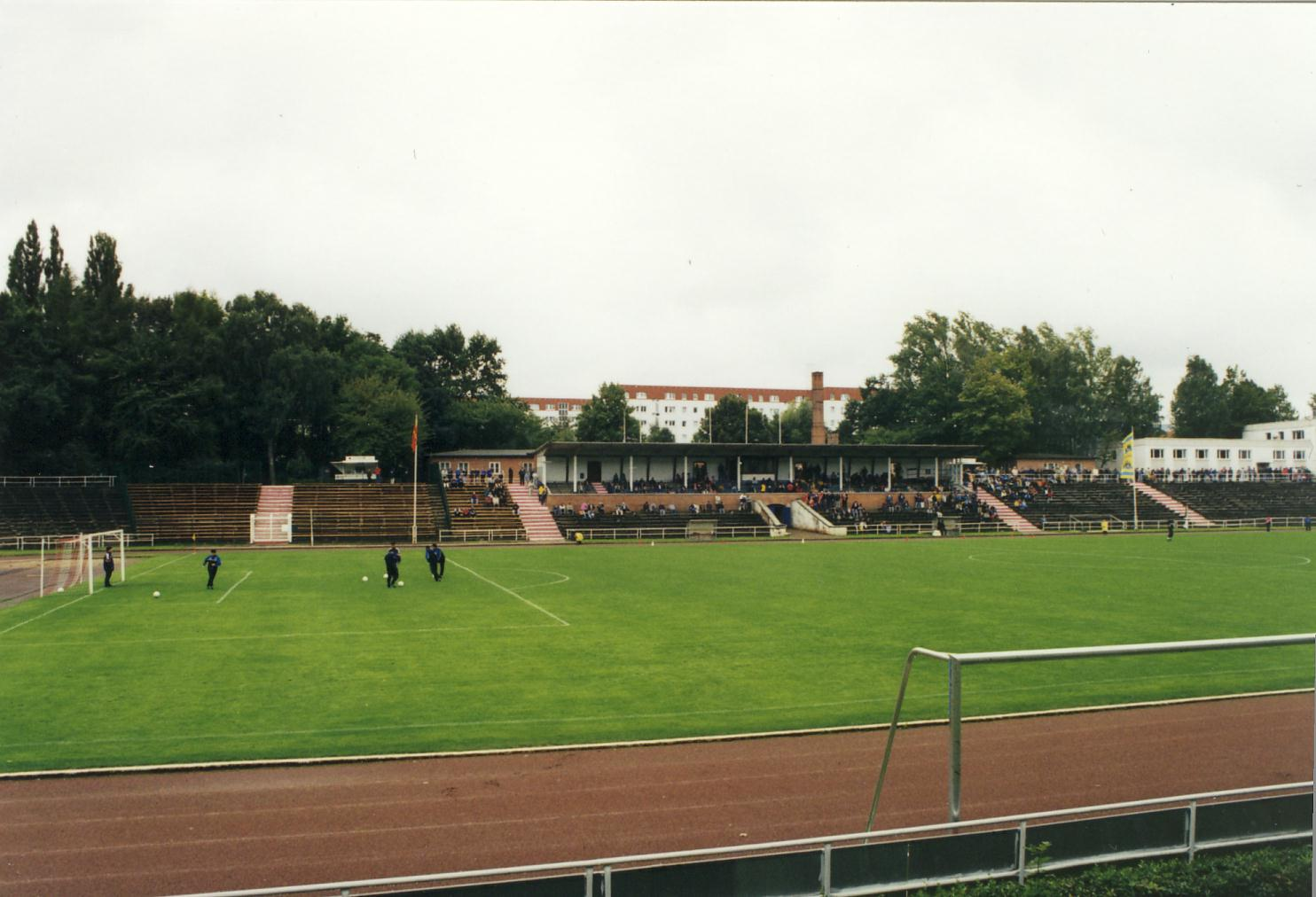
Das Stadion im Jahr 2000
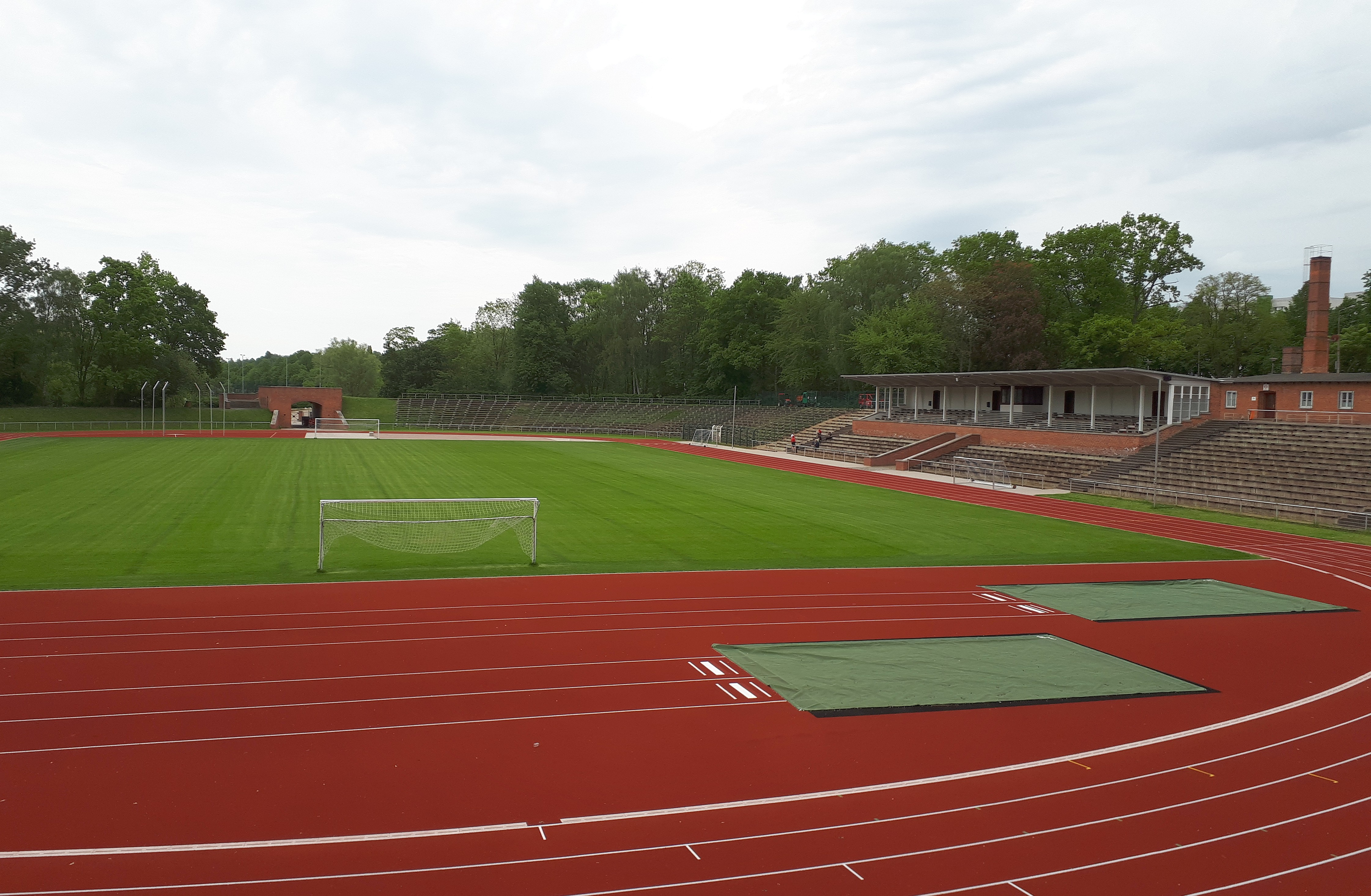
Kurt-Bürger-Stadion (2020).